# Gente hoy
Gente hoy va ser un programa de format programa d'entreteniment, dirigit per la veterana periodista Maruja Callaved i emès per Televisió Espanyola entre els anys 1976 i 1981.

## Format
Emès de dilluns a divendres en horari vespertí, de 14'30 a 15 hores, just abans del Telediario, el programa passava revista als temes de l'actualitat cultural, social i quotidiana en un to distès. S'inserien reportatges i, eventualment, actuacions musicals.
L'espai va aconseguir notables quotes d'acceptació per part dels espectadors, la qual cosa li va permetre mantenir-se en pantalla durant cinc anys.

## Presentadors
Les dues presentadores principals del magazín van ser dues dones joves, relativament desconegudes per al públic que gràcies al programa es van convertir en dos dels rostres més famosos del panorama televisiu espanyol de la dècada dels setanta.
En la primera temporada, quan el programa es deia simplement Gente, la presentació va ser a càrrec d'Isabel Tenaille, acompanyada de Julio César Fernández i Tico Medina. La popularitat aconseguida li va servir de trampolí per a passar a presentar la següent temporada l'espai d'entrevistes Dos por dos, de Fernando García Tola, al costat de la llavors poc coneguda Mercedes Milá, en horari de màxima audiència.
Va ser substituïda, des de 1977, per la debutant Mari Cruz Soriano, que en aquell moment comptava amb tan sols 22 anys, quan el programa va canviar al seu nom definitiu de Gente hoy. Soriano, com la seva predecessora, va passar a ser un dels rostres emblemàtics de la televisió en Espanya en l'època. Més tard es retiraria del mitjà i dues dècades més tard tornaria a l'actualitat en contreure matrimoni amb el polític i alcalde de Saragossa, Juan Alberto Belloch.
Soriano va estar acompanyada en les tasques de presentació per diversos periodistes com Julio César Fernández, Mary Cruz Fernández, Florencio Solchaga, Javier Vázquez, Miguel Vila i Lourdes Zuriaga.

## Realitzadors
Luis Dique, César Abeytua, Ramón Pradera.

## Col·laboradors
Alejandro Gómez Lavilla, Luis Montilla, Pirracas, Tico Medina, Manuel Summers, Antonio Fraguas de Pablo,

## Premis
- Premis Ondas 1977 : Nacionals de Televisió. Maruja Callaved i Isabel Tenaille.
- TP d'Or 1976: Millor Presentadora, Isabel Tenaille.
- TP d'Or 1977: Millor Presentadora, Isabel Tenaille.
- TP d'Or 1979: Millor Presentadora, Mari Cruz Soriano.